# Anisogaster maculipennis
Anisogaster maculipennis là một loài bọ cánh cứng trong họ Cerambycidae.